# Charles d'Agar
Charles d'Agar (1669-1723) est un peintre français.
Charles se rend en Angleterre avec son père Jacques en 1681. Il peint principalement des portraits sur commande pour des clients tels que le duc de Buccleuch et Lord Bolingbroke. Quelques-unes de ses œuvres se trouvent au Nunnington Hall (en).  
Certains de ses portraits ont été portés en gravures par John Simon.